# Lendvay József
Lendvay József (Budapest, 1974. november 7. –) Liszt Ferenc-díjas magyar hegedűművész, érdemes művész.

## Életpályája
Zenészcsaládban született. Nagyapja id. Lendvay Csócsi József. Édesapja és első tanára, Lendvay Csócsi József, a prímáskirály. A Zeneakadémián Halász Ferenc és Szenthelyi Miklós tanítványa;   több neves művész (Yehudi Menuhin, Ida Haendel, Igor Ojsztrah, Jaap van Zweeden és Végh Sándor mesterkurzusainak hallgatója volt.
Több nemzetközi hegedűverseny -Budapest, Prága, Amszterdam, Scheveningen- győztese. 1996-ban a svájci Varga Tibor Nemzetközi Hegedűverseny első helyezettje, a következő évben abszolút győztese volt.
A világ számos országában vendégszerepelt, többek között a Rotterdami Filharmonikusok, a Holland Rádiózenekar, a Birminghami Szimfonikus Zenekar és a Suisse Romande szólistájaként. Koncertmesteri feladatot is vállalt a Justus Franz és Leonard Bernstein által alapított Nemzetek Zenekaránál.
Több alkalommal vendégszerepelt a Vatikán-ban, a pápai bronz medál kitüntetettje.
Magyarországon elsősorban a Budapesti Fesztiválzenekar koncertjeinek vendége. Közreműködött az együttes Liszt Ferenc és Brahms lemezeinek felvételein is.
A klasszikus művek interpretálása mellett, nép és világzenei koncerteken és felvételeken is találkozhatunk nevével.
Korábban egy 1777-ben készült Giovanni Tesstore; később egy 1693-as Antonio Stradivari  hangszeren játszott illetve játszik.

## Hangfelvételei
- Lendvay Sony Music (2007)[3]

## Díjak elismerések
- Magyar Köztársasági Bronz Érdemkereszt (1996)
- Paganini-díj (1997)
- Fischer Annie-ösztöndíj (1998)
- Líra-díj (1999)
- Liszt Ferenc-díj (1999)
- Érdemes művész (2016)

## Hang és kép
- Paganini Caprice no.12
- Ravel: Tzigane
- Monti: Csárdás[halott link]
- Libertango
- Csodagyerekből művész. Portréfilm, szerkesztette Balogh Júlia (1997)